# L. William O'Connell
Pour les articles homonymes, voir O'Connell.
Ne pas confondre avec l'acteur américain William O'Connell (1933-).

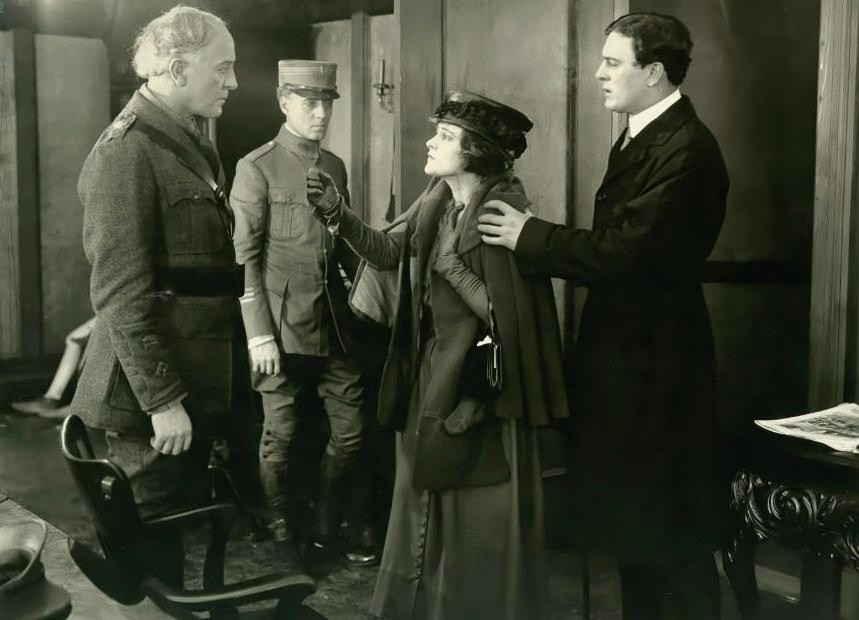
Missing (1918), avec Winter Hall, Sylvia Breamer et Thomas Meighan (au premier plan, de g. à d.)

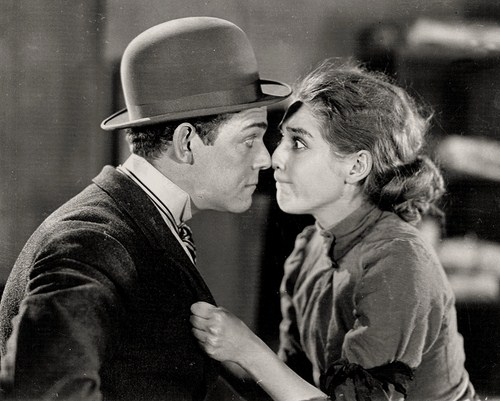
Rêve et Réalité (1920), avec Albert Austin et Mary Pickford

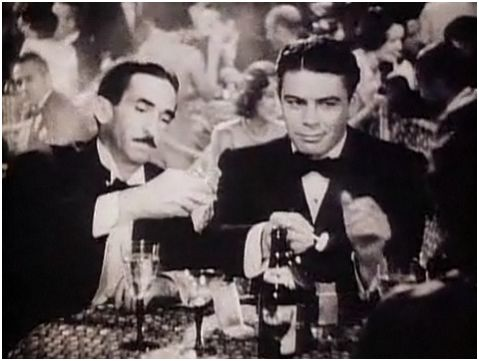
Scarface (1932), avec Osgood Perkins (à g.) et Paul Muni

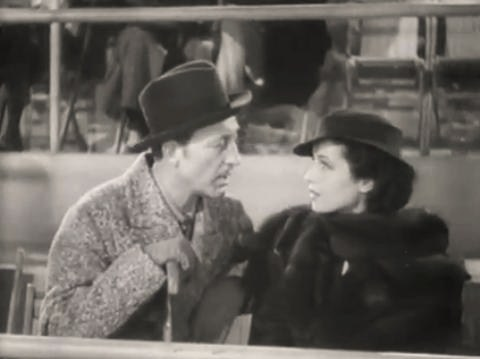
Times Square Playboy (1936), avec Warren William et June Travis

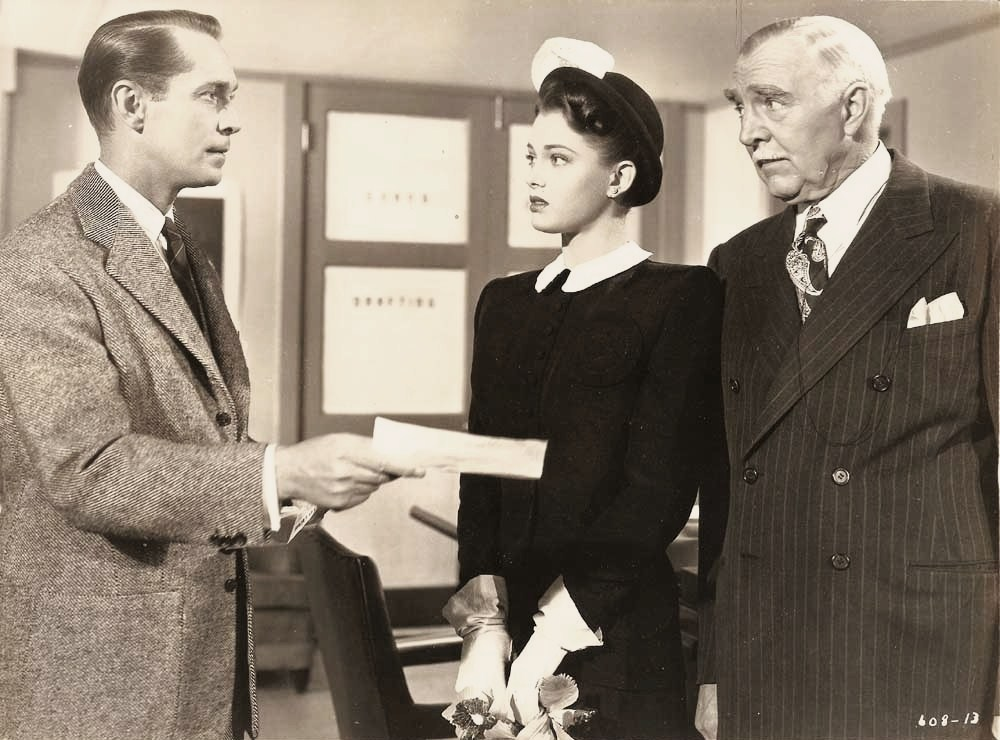
Dernière lune de miel (Lost Honeymoon) de Leigh Jason (1947), avec Franchot Tone, Frances Rafferty et Clarence Kolb (de g. à d.)

Lewis William O'Connell — né le 31 juillet 1890 à Chicago (Illinois), mort en février 1985 à Pinopolis (Caroline du Sud) — est un directeur de la photographie américain, généralement crédité L. William O'Connell ou L. W. O'Connell.

## Biographie
Son premier film comme chef opérateur est Missing (en) de James Young (avec Thomas Meighan et Sylvia Breamer), sorti en 1918. Le dernier est un court métrage de 1952.
Entretemps, il contribue à cent-soixante-dix huit autres films américains (produits notamment par la Warner Bros.), dont La Victoire mutilée de King Vidor (1923, avec Clara Kimball Young et John Bowers), L'Insoumise (1928, avec Charles Farrell et Greta Nissen) et Scarface (1932, avec Paul Muni et Ann Dvorak) d'Howard Hawks, À l'est de Shanghaï de John Farrow (1937, avec Boris Karloff et Beverly Roberts), ou encore One Mysterious Night d'Oscar Boetticher (1944, avec Chester Morris et Janis Carter).
S'ajoute un téléfilm diffusé en 1950.  

## Filmographie partielle

### Cinéma
- 1918 : Missing de James Young
- 1920 : Rêve et Réalité (Suds) de John Francis Dillon
- 1921 : A Broken Doll d'Allan Dwan
- 1921 : The Sky Pilot de King Vidor
- 1922 : Un ménage d'actrice (Enter Madam) de Wallace Worsley
- 1923 : La Victoire mutilée (The Woman in Bronze) de King Vidor
- 1924 : Vers le devoir (Through to Dark) de George W. Hill
- 1924 : Le Rustre et la Coquette (Behold This Woman) de J. Stuart Blackton
- 1925 : L'Heure du danger (My Son) d'Edwin Carewe
- 1925 : The Redeeming Sin de James Stuart Blackton
- 1926 : The Bells de James Young
- 1927 : Si nos maris s'amusent (Cradle Snatchers) de Howard Hawks
- 1927 : Prince sans amour (Paid to Love) de Howard Hawks
- 1927 : Le Singe qui parle (The Monkey Talks) de Raoul Walsh
- 1927 : Esclaves de la beauté (Slaves of Beauty) de John G. Blystone
- 1928 : L'Insoumise (Fazil) d'Howard Hawks
- 1928 : Les Quatre Diables (Four Devils) de Friedrich Wilhelm Murnau
- 1928 : Une fille dans chaque port (A Girl in Every Port) de Howard Hawks
- 1929 : Amour de gosses (Blue Skies) d'Alfred L. Werker
- 1930 : L'Homme aux camées (Cameo Kirby) d'Irving Cummings
- 1930 : The Princess and the Plumber d'Alexander Korda
- 1930 : Les Renégats (Renegades) de Victor Fleming
- 1930 : Wild Company de Leo McCarey
- 1931 : Le Code criminel (The Criminal Code) de Howard Hawks
- 1931 : Three Girls Lost de Sidney Lanfield
- 1932 : L'Aigle blanc (White Eagle) de Lambert Hillyer
- 1932 : Rackety Rax d'Alfred L. Werker
- 1932 : Scarface de Howard Hawks
- 1933 : Humanity de John Francis Dillon
- 1934 : Charlie Chan in London d'Eugene Forde
- 1934 : La Môme Mona (Pursued) de Louis King
- 1934 : La P'tite Shirley (Baby Take a Bow) de Harry Lachman
- 1934 : Le Ministère des amusements (Stand Up and Cheer!) de Hamilton MacFadden
- 1935 : Rivaux (Under Pressure) de Raoul Walsh
- 1935 : In Old Kentucky de George Marshall
- 1935 : Spring Tonic de Clyde Bruckman
- 1935 : Le Mirage de l'amour (Here's to Romance) de Alfred E. Green
- 1936 : Times Square Playboy de William C. McGann
- 1937 : Les Conquérants de l'Ouest (en) (The Cherokee Strip) de Noel M. Smith
- 1937 : À l'est de Shanghaï (West of Shanghai) de John Farrow
- 1937 : L'Île du diable (Alcatraz Island) de William C. McGann
- 1938 : The Invisible Menace de John Farrow
- 1938 : Troubles au Canada (Heart of the North) de Lewis Seiler
- 1938 : Accidents Will Happen de William Clemens
- 1938 : Nancy Drew... Detective de William Clemens
- 1938 : When Were You Born de William C. McGann
- 1939 : Nancy Drew... Trouble Shooter de William Clemens
- 1939 : Nancy Drew et l'escalier secret (Nancy Drew and the Hidden Staircase) de William Clemens
- 1940 : Money and the Woman de William K. Howard
- 1940 : Flight Angels de Lewis Seiler
- 1941 : Dangerously They Live de Robert Florey
- 1942 : Underground Agent de Michael Gordon
- 1943 : Passeport pour Suez (Passport to Suez) d'André de Toth
- 1944 : One Mysterious Night d'Budd Boetticher
- 1944 : La Fille du loup-garou (Cry of the Werewolf) de Henry Levin
- 1944 : Le Juré disparu (The Missing Juror) de Budd Boetticher
- 1944 : Sésame ouvre-toi ! (Girl in the Case) de William Berke
- 1945 : The Power of the Whistler de Lew Landers
- 1945 : The Crime Doctor's Courage de George Sherman
- 1946 : La Rapace (Decoy) de Jack Bernhard
- 1946 : Bringing Up Father d'Edward F. Cline
- 1946 : La Course au bonheur (Sweetheart of Sigma Chi)
- 1947 : Repeat Performance d'Alfred L. Werker
- 1947 : Dernière lune de miel (Lost Honeymoon) de Leigh Jason
- 1947 : Jiggs and Maggie in Society d'Edward F. Cline
- 1948 : Assigned to Danger d'Budd Boetticher
- 1950 : Jiggs and Maggie Out West de William Beaudine

### Télévision
- 1950 : The Marionette Mystery, téléfilm de William Cameron Menzies